# Helena Wenk Hoengen
Helena Wenk Hoengen (Joinville, 11 de fevereiro de 2005), é uma atleta da modalidade voleibol da posição ponteira passadora, que estreou em 2024 na seleção brasileira de vôlei feminino, disputando a VNL.

## Carreira

### O Começo
O início de sua trajetória deu-se na escolinha do Colégio Elias Moreira, competia na modalidade da natação, depois migrou para as quadras, logo se destacou e foi chamada para integrar a equipe da Associação Vôlei Joinville (Avojoi), por este clube jogava na categoria mirim em 2017 e foi a revelação do Festival Internacional.Em  2019,  na categoria infantil foi vice-campeã  na série Ouro do Festival Internacional Cidade de Estrela de Voleibol Feminino, premiada melhor atacante e melhor jogadora e
participou as avaliações promovidas pela CBV e o COB em busca de novos talentos de meninas na faixa dos 13 aos 14 anos e representou a seleção estadual catarinense na categoria Sub-16, já em 2020, conquistou o título do Campeonato Brasileiro de Seleções e foi convocada para seleção brasileira na categoria Sub-18
Em 2022, foi convocada para a categoria de base da seleção e disputou o Campeonato Sul-Americano Sub-21 em Cajamarca e conquistou a medalha de ouro, sendo premiada como segunda melhor ponteira e melhor jogadora da competição (MVP), após, destaque no campeonato continental, foi contratada pelo time Sub-21 do Flamengo e disputar a Superliga Brasileira B de 2021 terminando na quarta posição.
, e na edição de 2022, terminou em sexto lugar.Em 2023, foi convocada para seleção brasileira para disputar o Campeonato Mundial Sub-21 nas cidades mexicanas de Aguascalientes  e León e conquistou a medalha de bronze
Na seleção Brasileira, estreou nos treinamentos da seleção adulta  para os Jogos Pan-Americanos de 2023, sendo medalhista de prata. Foi convocada para seleção brasileira na Liga das Nações de 2024 e finalizou na quarta posição.

### Sesc RJ/Flamengo
Na temporada de 2022-23, integra o elenco profissional do Sesc RJ/Flamengo conquistando o título do Campeonato Carioca de 2022, o terceiro lugar na Copa Brasil de 2023 e o quarto lugar na Superliga Brasileira A 2022-23. Na temporada de 2023-24, permaneceu no mesmo clube e conquistou o  bicampeonato estadual em 2023, os terceiros lugares na Copa Brasil de 2024 e na Superliga Brasileira A 2023-24. No período de 2024-25, conquistou por esse clube o título da Copa Nacional de Clubes.

## Títulos e resultados
- Superliga Brasileira 2023–24 - Série A
- Campeonato Carioca 2023
- Campeonato Carioca 2022

## Prêmios individuais
- MVP do campeonato Sul-Americano Sub-21 de 2022
- 2a Melhor Ponteira do campeonato Sul-Americano Sub-21 de 2022